# Сінешть (Молдова)
Сінешть (рум. Sinești) — село в Унгенському районі Молдови. Адміністративний центр однойменної комуни, до складу якої також входить село Пожарна.

## Населення
За даними перепису населення 2004 року у селі проживали 1358 осіб.
Національний склад населення села:
| Національність   | Кількість осіб | Відсоток   |
| ---------------- | -------------- | ---------- |
| молдавани румуни | 1338 7         | 98,5% 0,5% |
| росіяни          | 7              | 0,5%       |
| українці         | 4              | 0,3%       |
| болгари          | 2              | 0,1%       |
| Всього           | 1358           | 100%       |